# 艳侠
《艳侠》，是1969年杨苏执导、萧逸编剧，汪玲等出演的电影作品，该电影主要讲述女侠客为了给亲生父亲报仇，故意以大家闺秀的样子潜伏在养父家的故事。

## 電影內容
一个女子为了给亲生父亲报仇，于是故意以大家闺秀的样子潜伏在杀死父亲的养父的家中，虽说她将养父身边的人全部杀死，但是最后，当她真的将养父杀死后，她却因为多年的养育之恩而后悔了，并且她也因为重伤不治而和养父一起死亡……

## 演员
- 汪玲
- 马骥
- 江青霞
- 铁孟秋
- 蔡扬名
- 古军
- 仪铭
- 常枫
- 李芷麟

## 備註
1. ↑  .   [2022-10-27]. （原始内容存档于2022-10-27）.
2. ↑  .   [2022-10-27]. （原始内容存档于2022-10-27）.
3. ↑  张骏祥, 程季华. . 1995年.

## 外部連結
- 豆瓣电影上《艳侠》的資料 （简体中文）
- 香港影庫上《艳侠》的資料（繁體中文）
- 互联网电影数据库（IMDb）上《艳侠》的资料（英文）
- 爛番茄上《艳侠》的資料（英文）